# Tanger-Asilah
Tanger-Asilah is een prefectuur in de Marokkaanse regio Tanger-Tétouan-Al Hoceïma.
Tanger-Asilah telt 762.583 inwoners op een oppervlakte van 863 km².

## Grootste plaatsen
| Plaats    | Inwoners (1994) | Inwoners (2004) |
| --------- | --------------- | --------------- |
| Tanger    | 494.234         | 669.685         |
| Asilah    | 24.496          | 28.217          |
| Boukhalef | 18.735          | 18.699          |
| Zirara    | 13.361          | 15.033          |
| Chbanate  | 11.522          | 10.618          |
| Bir Taleb | 11.047          | 11.252          |

Ben Slimane · Khouribga · Settat · El Jadida · Safi · Boulmane · Fez · Moulay Yacoub · Sefrou · Kénitra · Sidi Kacem · Casablanca · Médiouna · Mohammedia · Nouaceur · Assa-Zag · Guelmim · Tan-Tan · Tata · Boujdour · Es-Semara · Lâayoune · Al Haouz · Chichaoua · Essaouira · Kelâat Es-Sraghna · Marrakech · Al Ismaïlia · El Hajeb · Errachidia · Ifrane · Khénifra · Meknès · Berkane · Figuig · Jerada · Driouch · Nador · Oujda-Angad · Taourirt · Aousserd · Oued ed Dahab · Khémisset · Rabat · Salé · Skhirat-Témara · Agadir-Ida-Ou-Tanane · Inezgane-Aït Melloul · Chtouka-Aït Baha · Ouarzazate · Taroudant · Tiznit · Zagora · Azilal · Béni-Mellal · Chefchaouen · Fahs-Bni Mkada · Larache · Tanger-Asilah · Tétouan · Al Hoceima · Taounate · Taza